# Sandra Lück

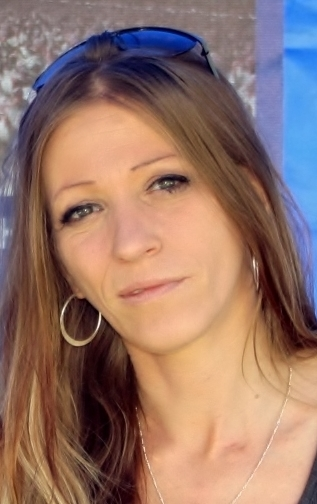
Sandra Lück (2015)

Sandra Ramona Ruth Lück (* 28. November 1974 in Lünen) ist eine deutsche Tierrechtsaktivistin und Politikerin aus Soest. Vom 8. Oktober 2016 bis 2. August 2020 war sie eine von mehreren gleichberechtigten Bundesvorsitzenden der Tierschutzpartei und von April 2017 bis August 2020 zusätzlich nordrhein-westfälische Landesvorsitzende.

## Leben
Nach einem Bericht über Tiertransporte beschloss Lück im Jahr 1990, Vegetarierin zu werden. Seit 2014 ernährt sie sich vegan. Mittlerweile als Teamleiterin in einem Telekommunikationsunternehmen tätig, arbeitete Lück zuvor als Büroangestellte. Zeitweise wohnte sie in den Essener Stadtteilen Kray und Leithe, anschließend von 2015 bis Anfang 2018 in Velbert. Von März 2018 bis Ende 2019 lebte sie in Vettweiß, seither in Soest. Lück ist verheiratet und hat zwei Töchter.

## Politik
Nachdem Lück 2014 von einem rumänischen Gesetz Kenntnis erhalten hatte, das die Tötung von Hunden legalisiert, trat sie im selben Jahr in die Tierschutzpartei ein. Ab März 2015 war sie Beisitzerin im Bundesvorstand. Am 13. September selben Jahres kandidierte sie außerdem bei der Oberbürgermeisterwahl in Essen und holte dort insgesamt 1789 Stimmen, was 1,2 % entsprach. Ab November war sie stellvertretende Bundesschriftführerin ihrer Partei. Auf dem Bundesparteitag am 8. Oktober 2016 wurde sie neben Horst Wester und Matthias Ebner zu einer von drei gleichberechtigten Bundesvorsitzenden gewählt, nachdem einer von ihnen durch den Rücktritt von Bettina Jung Ende 2015 vakant geworden war. Dabei setzte sie sich in einer Kampfabstimmung knapp gegen Sonia-Ellen Hösl durch. Von 2015 bis Januar 2017 gehörte sie außerdem dem nordrhein-westfälischen Landesvorstand der Partei als Beisitzerin an. Ab dem 23. April 2017 war sie dort erste Vorsitzende. Zur Bundestagswahl 2017 war sie Spitzenkandidatin der nordrhein-westfälischen Landesliste ihrer Partei. Auf dem Bundesparteitag in Erfurt am 10. Dezember 2017 wurde sie ihrem Amt als Bundesvorsitzende bestätigt, ebenso 2019. 2018 wurde sie für die Europawahl 2019 auf Platz vier der Bundesliste gewählt. Im August 2020 trat sie von allen Ämtern zurück und kurze Zeit später aus der Partei aus.

## Tierrechte

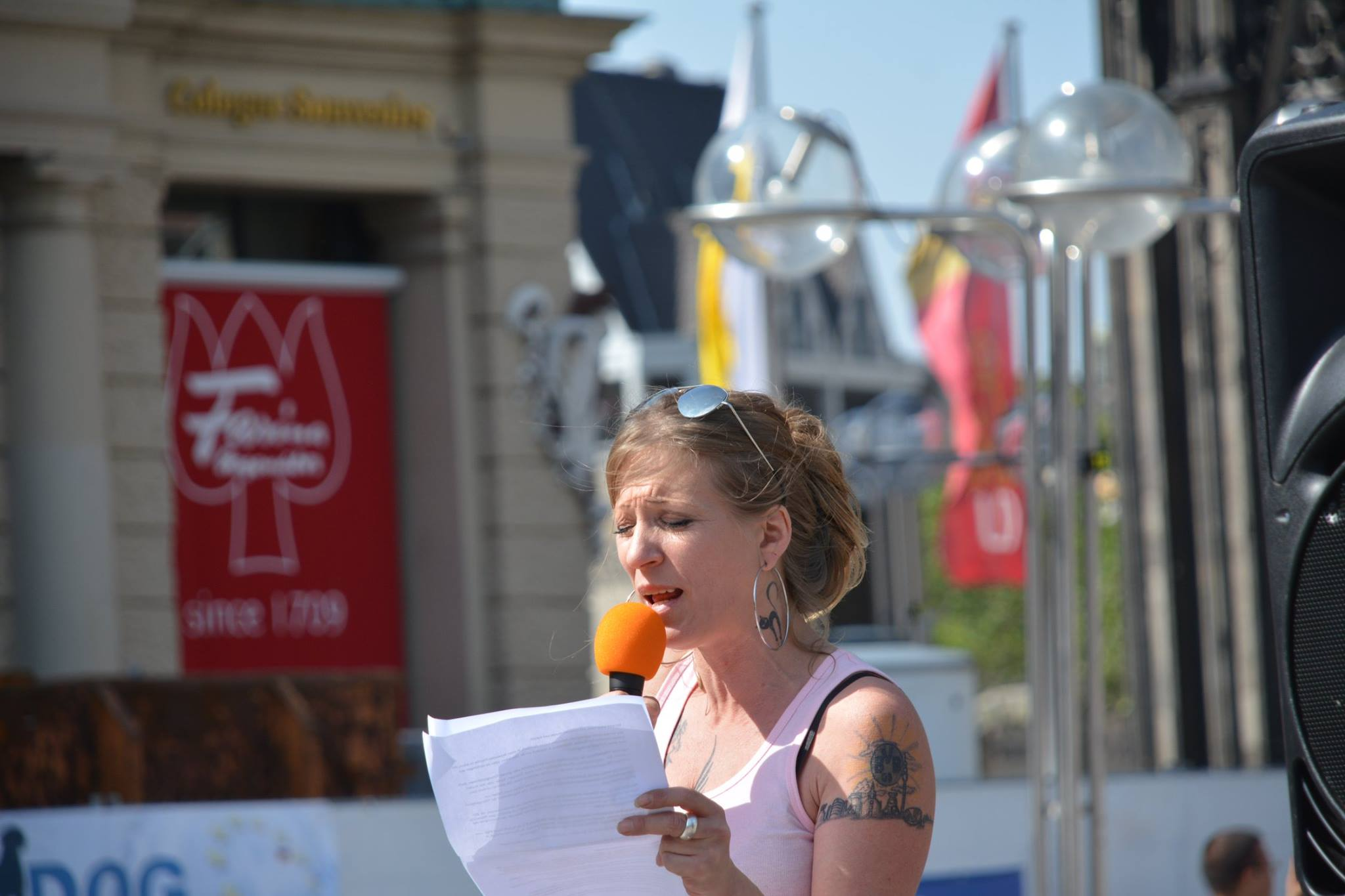
Lück 2016 auf einer Kundgebung für Straßentiere

Sie eine von drei Vorsitzenden des Anfang 2016 gegründeten Vereins Human Animal Rights. Zusammen mit ihrem Ehemann strengte sie zudem insgesamt sieben – im Ergebnis erfolglose – Klagen gegen das Landesamt für Natur-, Umwelt- und Verbraucherschutz (LANUV) an. Ende 2016 überreichte Lück zusammen mit Patricia Kopietz, der damaligen baden-württembergischen Landesgeneralsekretärin der Tierschutzpartei, dem Tübinger Oberbürgermeister Boris Palmer 24.000 Unterschriften einer Online-Petition, die sich gegen Tierversuche an Affen richtete. Anfang 2017 organisierte sie eine Demonstration gegen das Gänsereiten in Wattenscheid und erstattete Strafanzeige, da sie in der Vorgehensweise der Teilnehmer einen Verstoß gegen das Tierschutzgesetz sah. Bei sich zu Hause nimmt sie außerdem regelmäßig Pflegetiere auf.